# Хурайтан
Хурайтан(Храйтан) или Харитан (араб. حريتان‎) — город в районе Джебель-Семъан, мухафазы Халеб, Сирия.

## География
Город находится на северо-западе района Джебель-Семъан, к северо-западу от города Алеппо и к востоку от города Анадан.

## Транспорт
Ближайший гражданский аэропорт — Международный аэропорт Алеппо.